# Selda Zenker
Selda Zenker (* 24. Mai 1974 in Duisburg als Selda Demirbas) ist  eine deutsche Sängerin und Songwriterin, die überwiegend unter ihrem Künstlernamen Selda auftritt. Sie ist mit dem deutschsprachigen Musikproduzenten Ramon Zenker verheiratet.

## Karriere
Zenker hat türkische Wurzeln und begann ihre musikalische Karriere mit 15 Jahren in ihrer Schulzeit als Mitglied der Rock-Pop-Band Girl Power. Ab 2002 widmete sie sich verstärkt ihrer Solokarriere und arbeitete unter anderem mit Alex Christensen, Fragma, Jesus Pinto da Luz, Bellini, Loona und Paffendorf zusammen. Ihre erste Single 100 % Pure Love wurde am 23. September 2008 veröffentlicht und erreichte für drei Wochen die deutschen Musikcharts. Sie lebt mit ihrem Mann in Meerbusch.

## Diskografie

### Chartplatzierungen
| Jahr | Titel Album    | Höchstplatzierung, Gesamtwochen, AuszeichnungChartsChartplatzierungen (Jahr, Titel, Album, Platzierungen, Wochen, Auszeichnungen, Anmerkungen) | Anmerkungen                              |
| Jahr | Titel Album    | DE | Anmerkungen                              |
| ---- | -------------- | --- | ---------------------------------------- |
| 2008 | 100% Pure Love | DE81 (3 Wo.)DE | Erstveröffentlichung: 23. September 2008 |

### Weitere Veröffentlichungen
- 2009: Use Your Head
- 2009: Bu Hayat / Step Into a New Life (Sinan Mercenk feat. Selda)
- 2010: Fever Called Love
- 2011: Lift Your Hands Up
- 2011: You Are Mine (DJ Jesus Luz, David Amo, Julio Navas feat. Selda)
- 2011: Mad About You
- 2012: Are You Ready to Fly
- 2013: Rainbow's End (Timy Flair & Selda)
- 2014: Supernova (Rony Golding feat. Selda)
- 2014: Poison (Rony Golding feat. Selda)
- 2015: Freiheit (Uli Poeppelbaum & Klangwald feat. Selda)
- 2015: Get Out of My Life
- 2015: The Rain
- 2016: Close to You
- 2016: Desire (Velozity feat. Selda)
- 2016: Don't Look Any Further (Moomicoo feat. Selda)
- 2016: Kopfkino (Rubinrot)
- 2017: Issnumaso (Rubinrot)
- 2017: Who’s Gonna Kiss That Man (Moomicoo feat. Selda)